# Aphaenogaster sardoa
Aphaenogaster sardoa är en myrart som beskrevs av Mayr 1853. Aphaenogaster sardoa ingår i släktet Aphaenogaster och familjen myror.

## Underarter
Arten delas in i följande underarter:
- A. s. anoemica
- A. s. sardoa